# Ashford in the Water
Ashford in the Water – wieś w Anglii, w hrabstwie Derbyshire, w dystrykcie Derbyshire Dales. Leży 37 km na północny zachód od miasta Derby i 219 km na północny zachód od Londynu.